# Lycosa contestata
Espèce
Lycosa contestata est une espèce d'araignées aranéomorphes de la famille des Lycosidae.

## Distribution
Cette espèce est endémique du Massachusetts aux États-Unis,.

## Publication originale
- Montgomery, 1903 : Supplementary notes on spiders of the genera Lycosa, Pardosa, Pirata, and Dolomedes from the northeastern United States. Proceedings of the Academy of Natural Sciences of Philadelphia, vol. 55, p. 645-655 (texte intégral).